# Stora Luttungstjärnen
Stora Luttungstjärnen är en sjö i Rättviks kommun i Dalarna och ingår i Dalälvens huvudavrinningsområde.